# Еуаструм
Еуаструм (Euastrum) — рід зелених водоростей в родині Desmidiaceae. 

## Галерея

Euastrum pinnatum